# Cubabodes verrucatus
Cubabodes verrucatus är en kvalsterart som beskrevs av Balogh och Sandór Mahunka 1980. Cubabodes verrucatus ingår i släktet Cubabodes och familjen Carabodidae. Inga underarter finns listade i Catalogue of Life.